# Wrecking Ball World Tour
 (juin 2023).
La mise en forme du texte ne suit pas les recommandations de Wikipédia : il faut le « wikifier ».
Les points d'amélioration suivants sont les cas les plus fréquents. Le détail des points à revoir est peut-être précisé sur la page de discussion.
- Les titres sont pré-formatés par le logiciel. Ils ne sont ni en capitales, ni en gras.
- Le texte ne doit pas être écrit en capitales (les noms de famille non plus), ni en gras, ni en italique, ni en « petit »…
- Le gras n'est utilisé que pour surligner le titre de l'article dans l'introduction, une seule fois.
- L'italique est rarement utilisé : mots en langue étrangère, titres d'œuvres, noms de bateaux, etc.
- Les citations ne sont pas en italique mais en corps de texte normal. Elles sont entourées par des guillemets français : « et ».
- Les listes à puces sont à éviter, des paragraphes rédigés étant largement préférés. Les tableaux sont à réserver à la présentation de données structurées (résultats, etc.).
- Les appels de note de bas de page (petits chiffres en exposant, introduits par l'outil «  Source ») sont à placer entre la fin de phrase et le point final[comme ça].
- Les liens internes (vers d'autres articles de Wikipédia) sont à choisir avec parcimonie. Créez des liens vers des articles approfondissant le sujet. Les termes génériques sans rapport avec le sujet sont à éviter, ainsi que les répétitions de liens vers un même terme.
- Les liens externes sont à placer uniquement dans une section « Liens externes », à la fin de l'article. Ces liens sont à choisir avec parcimonie suivant les règles définies. Si un lien sert de source à l'article, son insertion dans le texte est à faire par les notes de bas de page.
- La présentation des références doit suivre les conventions bibliographiques. Il est recommandé d'utiliser les modèles {{Ouvrage}}, {{Chapitre}}, {{Article}}, {{Lien web}} et/ou {{Bibliographie}}. Le mode d'édition visuel peut mettre en forme automatiquement les références.
- Insérer une infobox (cadre d'informations à droite) n'est pas obligatoire pour parachever la mise en page.

Pour une aide détaillée, merci de consulter Aide:Wikification.
Si vous pensez que ces points ont été résolus, vous pouvez retirer ce bandeau et améliorer la mise en forme d'un autre article.
Tournées par Bruce Springsteen
E Street Band
Working on a Dream Tour High Hopes Tour
Le Wrecking Ball World Tour est une tournée de Bruce Springsteen et du E Street Band destinée à promouvoir le dix-septième album studio de Springsteen, Wrecking Ball, sorti le 5 mars 2012. Il s'agissait de la première tournée du E Street Band sans son membre fondateur Clarence Clemons, décédé le 18 juin 2011. La tournée mondiale de soutien à l'album, qui s'est achevée en septembre 2013, a touché 26 pays, le plus grand nombre jamais atteint pour une tournée de Springsteen. La tournée a repris en janvier 2014 pour promouvoir le nouvel album de Springsteen, High Hopes, et s'est poursuivie sous le nom de cet album.
Afin de combler le vide laissé par Clemons, Springsteen a ajouté une section de cuivres complète, dont Jake Clemons, le neveu de Clarence. Trois choristes et un percussionniste ont également été ajoutés, ce qui a permis à l'E Street Band de compter dix-sept membres,, la plus grande formation de son histoire. Comme lors des tournées précédentes, Patti Scialfa, épouse de Springsteen et membre du groupe, n'a pas participé à tous les concerts en raison d'engagements familiaux. Le guitariste Steven Van Zandt n'a pas pu non plus participer à la tournée australienne du groupe en raison du tournage de son émission de télévision, Lilyhammer. Van Zandt a été remplacé par Tom Morello pour ces dates.
Plus de 215 chansons différentes ont été interprétées au cours de la tournée, certaines d'entre elles faisant leurs débuts sur scène ou revenant après une longue absence.
La tournée a été désignée comme la deuxième tournée la plus rentable de 2012 et a été la plus fréquentée de l'année, remportant le Billboard Touring Award for Top Draw (prix de la tournée la plus fréquentée). Pour le premier semestre 2013, la tournée a été classée parmi les trois tournées les plus lucratives de l'année.
À la fin de l'année 2012, la tournée s'est classée deuxième dans le "Top 100 Worldwide Tours" de Pollstar (en), avec des recettes de 210,2 millions de dollars pour 81 spectacles en Europe. À la fin de l'année 2013, la tournée s'est classée cinquième dans le "Top 100 Worldwide Tours" de Pollstar, avec des recettes de 145,4 millions de dollars pour 46 concerts en Europe. Au total, la tournée a rapporté 340,6 millions de dollars en 124 concerts.

## Itinéraire

### Planning et répétitions
Les répétitions privées ont commencé fin janvier 2012 à l'Expo Theater de Fort Monmouth, dans le New Jersey, là même où avaient eu lieu les répétitions du Tunnel of Love Express Tour et du Rising Tour. Certaines répétitions ont eu lieu au Sun National Bank Center à Trenton pour permettre au groupe et à l'équipe d'essayer une nouvelle conception de la scène.
Le 9 février 2012, il a été annoncé qu'Eddie Manion et le neveu de Clarence Clemons, Jake Clemons, se partageraient les tâches au saxophone, Clemons s'occupant de la plupart des solos principaux. Clark Gayton, Curt Ramm et Barry Danielian fournissent des cuivres supplémentaires. Everett Bradly assure les percussions et les chœurs, tandis que Curtis King Jr. et Cindy Mizelle sont de retour en tant que choristes. Michelle Moore s'est jointe à la tournée en tant que choriste sur Rocky Ground pour le rap (comme sur l'album).
Avant la sortie de l'album le 5 mars 2012, le groupe a donné le coup d'envoi d'une série de concerts d'échauffement avant la tournée, dont une interprétation du premier single de l'album, "We Take Care of Our Own", lors de la 54e cérémonie des Grammy Awards. Au cours de la dernière semaine de février, l'animateur Jimmy Fallon a consacré une semaine entière de son émission, Late Night with Jimmy Fallon, à la musique de Springsteen. Des artistes différents ont repris les chansons de Springsteen chaque soir de cette semaine.
La nouvelle formation a donné son premier concert complet le 9 mars 2012 à l'Apollo Theater. Springsteen a ensuite prononcé un discours lors de la convention SXSW à Austin, au Texas, le 15 mars 2012, et a été rejoint plus tard dans la soirée par le E Street Band pour un set de 2h30 devant une foule de quelques milliers de personnes.

### Ventes de tickets
Le 26 janvier 2012, les dates de la première partie américaine de la tournée mondiale Wrecking Ball ont été annoncées au public, et de nombreux billets ont été mis en vente au cours du premier week-end de février.
Comme lors de la tournée précédente, de nombreux fans américains ont rencontré des problèmes avec Ticketmaster dès la mise en vente des premières dates de la tournée, problèmes que l'on pense dus à des revendeurs de billets. Les spectacles se sont vendus en quelques minutes et de nombreux billets sont apparus, à des prix beaucoup plus élevés, sur des sites de revente tels que StubHub, moins d'une heure après la mise en vente. Ticketmaster a déclaré que le trafic sur le web a été 2,5 fois supérieur au niveau le plus élevé de l'année dernière pendant les ventes en ligne. Le représentant américain Bill Pascrell, qui a introduit le BOSS ACT en 2009 pour accroître la transparence dans l'industrie de la billetterie, a déclaré qu'il réintroduirait le projet de loi au Congrès.

## Le show
La tournée mondiale a débuté le 18 mars 2012 à Atlanta. Lors des premiers concerts, Springsteen a pris l'habitude d'utiliser Tenth Avenue Freeze-Out, interprétée en clôture du concert, comme chanson d'hommage à Clarence Clemons. Après les paroles « the Big Man joined the band », Springsteen interrompt la chanson pour que le groupe et le public puissent rendre hommage à Clemons, après quoi le groupe reprend le reste de la chanson. My City of Ruins a été utilisée comme chanson de présentation du groupe et comprenait fréquemment un rap de Springsteen sur les "fantômes", faisant référence à Clemons et à Danny Federici, l'organiste de longue date du E Street Band qui est décédé pendant le Magic Tour en avril 2008. Dans les villes où il y avait plus d'un spectacle consécutif, American Land était utilisé comme clôture du spectacle, avec tout le groupe en première ligne et terminant le spectacle sur la plate-forme centrale principale.
Conformément à la pratique habituelle de Springsteen, la liste des morceaux joués varie d'un soir à l'autre, parfois de manière significative. La tournée a vu la réapparition d'un certain nombre d'aspects des concerts de Springsteen qui avaient disparu depuis longtemps, comme le retour (lors de certains concerts) d'une longue introduction instrumentale à "Prove It All Night" que les fans avaient demandée sans succès lors des segments "sign request" (aussi parfois appelés "Stump the Band") pendant les tournées Magic et Working on a Dream. L'introduction instrumentale avait été un moment fort du spectacle du Darkness Tour de 1978, mais n'avait pas été jouée depuis. Les concerts ont été plus longs que lors des dernières tournées, culminant à Helsinki le 31 juillet 2012, avec la plus longue performance de la carrière de Springsteen, soit 4 heures et 6 minutes. Plus tôt dans la soirée, avant le spectacle proprement dit, Springsteen a joué un set acoustique de cinq chansons pour les premiers arrivés.

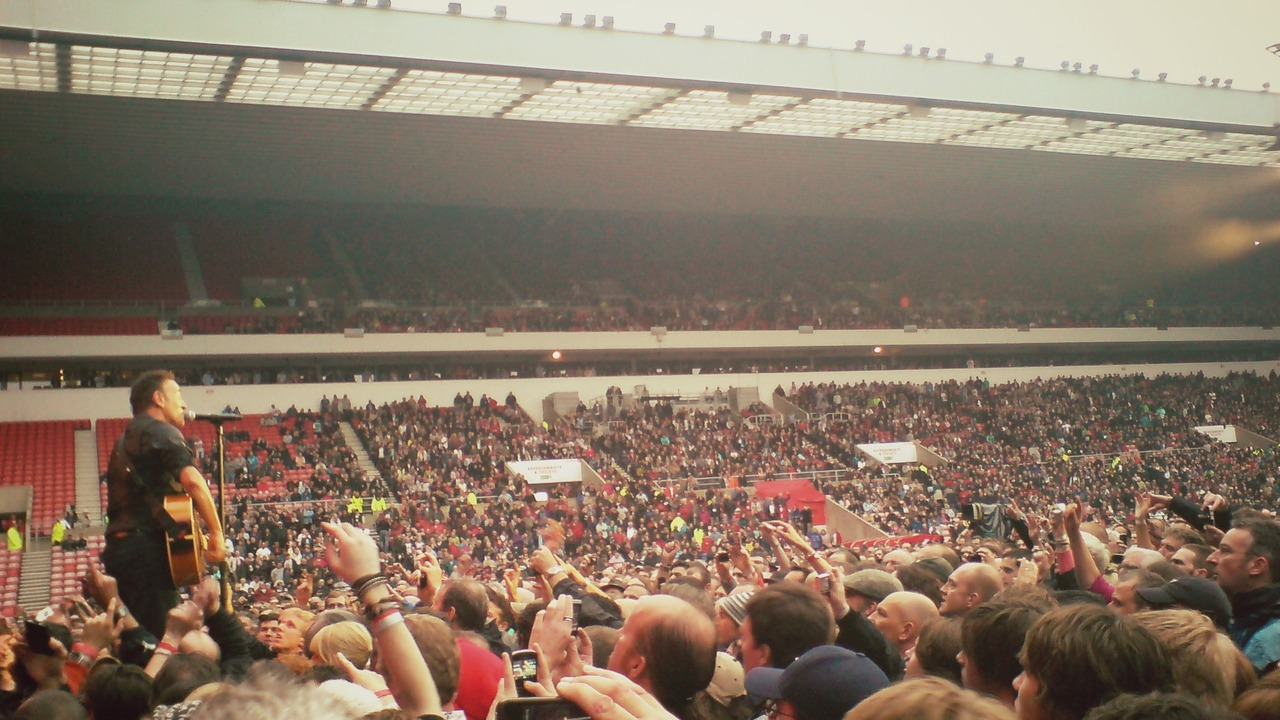
Springsteen en concert au Stadium of Light, Sunderland, Royaume-Uni, 21 juin 2012

Lors du rappel du concert de Springsteen à Londres au festival Hard Rock Calling, le conseil municipal a interrompu sa prestation parce qu'il avait dépassé de quelques minutes le couvre-feu fixé à 22h30. Springsteen était en train d'interpréter I Saw Her Standing There et Twist and Shout avec Paul McCartney lorsque leurs microphones et leurs instruments ont été coupés. Springsteen a terminé son concert par une brève version a cappella et non amplifiée de Goodnight, Irene. L'incident a fait de ce concert le seul de la tournée au cours duquel Tenth Avenue Freeze-Out, avec son hommage à Clarence Clemons, n'a pas été interprété. Après le concert, Steven Van Zandt a déclaré sur Twitter : "Les flics anglais sont peut-être les seuls individus sur terre à ne pas vouloir entendre Bruce Springsteen et Paul McCartney une fois de plus", avant d'ajouter : "Il n'y a pas de rancune à avoir. Je me sens juste mal pour nos grands fans. Le Hard Rock est cool. Live Nation est cool. C'est une règle stupide du conseil municipal",. Lorsque Springsteen s'est produit trois soirs plus tard en Irlande, il s'est moqué de l'incident de Londres. Pendant Dancing in the Dark, les écrans géants situés près de la scène n'affichaient qu'une batterie allumée. Un faux policier est monté sur scène pour les empêcher de jouer Twist and Shout, mais Springsteen a refusé. Pendant American Land, le faux policier a débranché la prise, mais Van Zandt l'a rebranchée.
La tournée est revenue aux États-Unis en août 2012 et s'est concentrée sur les stades de baseball et de football. Le troisième (et dernier) concert de la tournée au MetLife Stadium, le 22 septembre 2012, a été retardé de deux heures en raison d'un violent orage. Le spectacle a finalement commencé vers 22 h 30, ce qui a incité les fans à chanter Happy Birthday à Springsteen à minuit pour célébrer son 63e anniversaire. À la fin du spectacle, Springsteen a reçu sur scène un gâteau d'anniversaire en forme de guitare.
Le 29 octobre 2012, la région du New Jersey a été durement touchée par l'ouragan Sandy. Le spectacle que Springsteen devait donner le lendemain à Rochester, dans l'État de New York, a dû être reporté au 31 octobre 2012. Ce soir-là, Springsteen a dédié son spectacle aux personnes touchées par la tempête et à celles qui aident à s'en remettre. Springsteen et le E Street Band ont interprété Land of Hope and Dreams lors d'un téléthon d'une heure intitulé Hurricane Sandy : Coming Together, le 2 novembre 2012. Springsteen a également rejoint Billy Joel, Steven Tyler et Jimmy Fallon pour interpréter Under the Boardwalk. Il a ensuite participé au 12-12-12: The Concert for Sandy Relief au Madison Square Garden, un concert de bienfaisance pour les victimes de Sandy.
En raison du tournage de son émission de télévision, Lilyhammer, Steven Van Zandt a été contraint de manquer la partie australienne de la tournée en 2013. Tom Morello a remplacé Van Zandt pour ces dates. Van Zandt a fait son retour fin avril 2013 lorsqu'il a ouvert le premier des deux concerts du groupe à Oslo, en Norvège, en chantant My Kind of Town de Frank Sinatra dans le rôle de Frank " the fixer " Tagliano de Lilyhammer. Comme pour le Working on a Dream Tour de 2009, certains concerts comprenaient des interprétations de Born to Run, Darkness on the Edge of Town et Born in the U.S.A. L'étape européenne s'est terminée fin juillet 2013.
La dernière étape de la tournée a eu lieu en septembre 2013 avec le tout premier spectacle de Springsteen à Santiago, au Chili, le 12 septembre. La tournée s'est ensuite poursuivie en Argentine et au Brésil, avec un dernier spectacle au festival Rock in Rio le 21 septembre. Le spectacle, qui s'est déroulé à la Cidade do Rock, a été diffusé en direct sur le câble au Brésil et sur Internet via YouTube. Lors des concerts au Brésil, Springsteen a interprété une reprise de "Sociedade Alternativa" de Raul Seixas en plus de sa setlist habituelle.

## Accueil critique et commercial
La tournée a été un succès commercial et a été désignée comme la deuxième tournée la plus rentable de 2012, terminant derrière Madonna, et a été la tournée la plus fréquentée de l'année, remportant le Billboard Touring Award for Top Draw. Elle a également été désignée comme la 21e tournée la plus lucrative au monde en décembre 2012. En juillet 2013, la tournée a été classée parmi les trois tournées ayant rapporté le plus d'argent au cours du premier semestre 2013, avec les tournées de Bon Jovi, qui avait rapporté le plus d'argent jusqu'à présent, et des Rolling Stones.
Springsteen a été nommé premier artiste musical par le magazine Rolling Stone dans son numéro d'août 2013.

## L'après-coup et la réaction de Springsteen
Pendant la tournée, Springsteen s'est senti inspiré pour commencer à travailler sur son dix-huitième album studio, qui est devenu High Hopes. L'album a été enregistré en 2013 pendant les pauses de la tournée Wrecking Ball et est sorti en janvier 2014. Springsteen a cité Morello, qui a aidé à réintroduire certaines chansons précédemment enregistrées et des reprises lors des sessions d'enregistrement et des concerts, comme une grande source d'inspiration pour l'album.

## Émissions et enregistrements
Des extraits de certains festivals de la tournée ont été diffusés à la télévision. En outre, 45 minutes du spectacle donné à Hyde Park, à Londres, en 2012, ont été diffusées en tant que bonus sur le DVD Springsteen & I.
Coïncidant avec le 30e anniversaire de l'album Born in the U.S.A., Born in the U.S.A. Live: London 2013, un DVD live de la performance complète de l'album enregistrée au festival Hard Rock Calling 2013, est sorti sur Amazon.com dans le cadre d'une édition de luxe de l'album High Hopes.
Plusieurs concerts ont été publiés dans le cadre des Bruce Springsteen Archives :
- Apollo Theatre 3/09/12, sorti le 17 novembre 2014
- Ippodromo delle Capanelle, Rome 2013, sorti le 11 novembre 2015
- Olympiastadion, Helsinki July 31, 2012, sorti le 23 mai 2017
- Leeds July 24, 2013, sorti le 9 novembre 2018
- East Rutherford, NJ 09.22.12, sorti le 7 juin 2019
- Gothenburg July 28, 2012, sorti le 3 avril 2020
- St. Paul November 12, 2012, sorti le 8 janvier 2021
- Fenway Park August 15, 2012, sorti le 6 août 2021
- Paris July 4 and July 5, 2012, sorti le 1er juillet 2022

## Liste établie
1. We Take Care of Our Own
2. Wrecking Ball
3. Death to My Hometown
4. "My City of Ruins"
5. "Spirit in the Night"
6. "Out in the Street"
7. "Hungry Heart"
8. "Prove It All Night"
9. "Jack of All Trades"
10. "The Promised Land"
11. "Badlands"
12. "She's the One"
13. "Working on the Highway"
14. "Because the Night"
15. "Darlington County"
16. "The River"
17. "Shackled and Drawn"
18. "Waitin' on a Sunny Day"
19. "The Rising"
20. Land of Hope and Dreams
21. Thunder Road

Encore
1. "Nous sommes vivants
2. "Rocky Ground"
3. "Born in the U.S.A."
4. "Born to Run"
5. "Dancing in the Dark"
6. "Tenth Avenue Freeze-Out"
7. "Twist and Shout" (reprise des Top Notes)

## Spectacles
| Date              | Ville               | Pays               | Lieu                                 | Spectateurs (Tickets vendus/disponibles) | Recette           |
| Amérique du Nord, | Amérique du Nord,   | Amérique du Nord,  | Amérique du Nord,                    | Amérique du Nord,                        | Amérique du Nord, |
| ----------------- | ------------------- | ------------------ | ------------------------------------ | ---------------------------------------- | ----------------- |
| 18 mars 2012      | Atlanta             | États-Unis         | Philips Arena                        | 14 959 / 17 700                          | $1,382,345        |
| 19 mars 2012      | Greensboro          | États-Unis         | Greensboro Coliseum                  | 12 919 / 15 400                          | $1,169,147        |
| 23 mars 2012      | Tampa               | États-Unis         | Tampa Forum                          | 16 615 / 18 987                          | $1,463,180        |
| 26 mars 2012      | Boston              | États-Unis         | TD Garden                            | 16 779 / 16 779                          | $1,577,847        |
| 28 mars 2012      | Philadelphie        | États-Unis         | Wells Fargo Center                   | 38 034 / 38 034                          | $3,647,374        |
| 29 mars 2012      | Philadelphie        | États-Unis         | Wells Fargo Center                   | 38 034 / 38 034                          | $3,647,374        |
| 1er avril 2012    | Washington          | États-Unis         | Capital One Arena                    | 17 699 / 17 699                          | $1,692,142        |
| 3 avril 2012      | East Rutherford     | États-Unis         | Meadowlands Arena                    | 38 068 / 38 068                          | $3,663,374        |
| 4 avril 2012      | East Rutherford     | États-Unis         | Meadowlands Arena                    | 38 068 / 38 068                          | $3,663,374        |
| 6 avril 2012      | New York            | États-Unis         | Madison Square Garden                | 38 828 / 38 828                          | $3,524,874        |
| 9 avril 2012      | New York            | États-Unis         | Madison Square Garden                | 38 828 / 38 828                          | $3,524,874        |
| 12 avril 2012     | Détroit             | États-Unis         | Auburn Hills Palace                  | 15 607 / 15 607                          | $1,272,044        |
| 13 avril 2012     | Buffalo             | États-Unis         | First Niagara Center                 | 18 334 / 18 334                          | $1,508,680        |
| 16 avril 2012     | Albany              | États-Unis         | Times Union Center                   | 14 962 / 14 962                          | $1,401,386        |
| 17 avril 2012     | Cleveland           | États-Unis         | Quicken Loans Arena                  | 18 624 / 18 624                          | $1,565,518        |
| 24 avril 2012     | San José            | États-Unis         | HP Pavilion                          | 15 716 / 17 170                          | $1,515,818        |
| 26 avril 2012     | Los Angeles         | États-Unis         | Los Angeles Arena                    | 32 758 / 32 758                          | $3,051,752        |
| 27 avril 2012     | Los Angeles         | États-Unis         | Los Angeles Arena                    | 32 758 / 32 758                          | $3,051,752        |
| 29 avril 2012     | La Nouvelle-Orléans | États-Unis         | Fair Grounds Race Course             | -                                        | -                 |
| 2 mai 2012        | Newark              | États-Unis         | Prudential Center                    | 16 934 / 16 934                          | $1,516,758        |
| Europe,           |                     |                    |                                      |                                          |                   |
| 13 mai 2012       | Séville             | Espagne            | Stade olympique                      | 22 045 / 30 785                          | $1,798,678        |
| 15 mai 2012       | Las Palmas          | Espagne            | Stade de Grande Canarie              | 23 908 / 30 000                          | $1,861,267        |
| 17 mai 2012       | Barcelone           | Espagne            | Stade olympique Lluís-Companys       | 79 430 / 86 000                          | $6,692,818        |
| 18 mai 2012       | Barcelone           | Espagne            | Stade olympique Lluís-Companys       | 79 430 / 86 000                          | $6,692,818        |
| 25 mai 2012       | Francfort           | Allemagne          | Commerzbank Arena                    | 40 219 / 40 219                          | $3,759,361        |
| 27 mai 2012       | Cologne             | Allemagne          | RheinEnergieStadion                  | 40 417 / 40 417                          | $3,786,222        |
| 28 mai 2012       | Landgraaf           | Pays-Bas           | Megaland Landgraaf                   | -                                        | -                 |
| 30 mai 2012       | Berlin              | Allemagne          | Stade olympique de Berlin            | 55 491 / 55 491                          | $4,514,798        |
| 2 juin 2012       | Saint-Sébastien     | Espagne            | Stade d'Anoeta                       | 45 442 / 45 442                          | $4,068,870        |
| 3 juin 2012       | Lisbonne            | Portugal           | Parc Bela Vista                      | -                                        | -                 |
| 7 juin 2012       | Milan               | Italie             | Stade San Siro                       | 57 149 / 57 149                          | $3,855,255        |
| 10 juin 2012      | Florence            | Italie             | Stade Artemio-Franchi                | 42 658 / 42 658                          | $2,840,374        |
| 11 juin 2012      | Trieste             | Italie             | Stade Nereo-Rocco                    | 28 109 / 28 109                          | $2,232,817        |
| 17 juin 2012      | Madrid              | Espagne            | Stade Santiago-Bernabéu              | 54 639 / 54 639                          | $4,971,750        |
| 19 juin 2012      | Montpellier         | France             | Park&Suites Arena                    | 13 289 / 13 289                          | $1,301,350        |
| 21 juin 2012      | Sunderland          | Angleterre         | Stadium of Light                     | 41 564 / 52 900                          | $3,693,333        |
| 22 juin 2012      | Manchester          | Angleterre         | Etihad Stadium                       | 52 546 / 52 546                          | $4,601,284        |
| 24 juin 2012      | Île de Wight        | Angleterre         | Seaclose Park                        | -                                        | -                 |
| 4 juillet 2012    | Paris               | France             | Palais omnisports de Paris-Bercy     | 33 224 / 33 224                          | $3,259,155        |
| 5 juillet 2012    | Paris               | France             | Palais omnisports de Paris-Bercy     | 33 224 / 33 224                          | $3,259,155        |
| 7 juillet 2012    | Roskilde            | Danemark           | Festival de Roskilde                 | -                                        | -                 |
| 9 juillet 2012    | Zurich              | Suisse             | Stade du Letzigrund                  | 41 560 / 41 560                          | $5,193,564        |
| 11 juillet 2012   | Prague              | République tchèque | Sinobo Stadium                       | 22 200 / 22 200                          | $1,639,087        |
| 12 juillet 2012   | Vienne              | Autriche           | Stade Ernst-Happel                   | 50 293 / 50 293                          | $4,502,648        |
| 14 juillet 2012   | Londres             | Angleterre         | Hyde Park                            | -                                        | -                 |
| 17 juillet 2012   | Dublin              | Irlande            | RDS Arena                            | 76 000 / 76 000                          | $7,610,327        |
| 18 juillet 2012   | Dublin              | Irlande            | RDS Arena                            | 76 000 / 76 000                          | $7,610,327        |
| 21 juillet 2012   | Oslo                | Norvège            | Stadion Valle Hovin                  | 39 984 / 39 984                          | $4,874,294        |
| 23 juillet 2012   | Bergen              | Norvège            | Koengen Park                         | 44 068 / 44 068                          | $5,353,738        |
| 24 juillet 2012   | Bergen              | Norvège            | Koengen Park                         | 44 068 / 44 068                          | $5,353,738        |
| 27 juillet 2012   | Göteborg            | Suède              | Ullevaal Stadion                     | 131 606 / 131 606                        | $11,968,672       |
| 28 juillet 2012   | Göteborg            | Suède              | Ullevaal Stadion                     | 131 606 / 131 606                        | $11,968,672       |
| 31 juillet 2012   | Helsinki            | Finlande           | Stade olympique                      | 43 534 / 43 534                          | $3,988,494        |
| Amérique du Nord  |                     |                    |                                      |                                          |                   |
| 14 août 2012      | Boston              | États-Unis         | Fenway Park                          | 59 644 / 59 644                          | $5,646,102        |
| 15 août 2012      | Boston              | États-Unis         | Fenway Park                          | 59 644 / 59 644                          | $5,646,102        |
| 18 août 2012      | Foxborough          | États-Unis         | Gillette Stadium                     | 49 621 / 50 000                          | 4 548 896 $       |
| 24 août 2012      | Toronto             | Canada             | Centre Rogers                        | 38 986 / 40 000                          | $3,672,176        |
| 26 août 2012      | Moncton             | Canada             | Magnetic park                        | 30 200 / 30 200                          | $3,400,901        |
| 29 août 2012      | Vernon              | États-Unis         | Vernon Downs                         | 15 595 / 20 000                          | $1,475,410        |
| 2 septembre 2012  | Philadelphie        | États-Unis         | Citizens Bank Park                   | 73 296 / 78 200                          | $6,644,578        |
| 3 septembre 2012  | Philadelphie        | États-Unis         | Citizens Bank Park                   | 73 296 / 78 200                          | $6,644,578        |
| 7 septembre 2012  | Chicago             | États-Unis         | Wrigley Field                        | 84 218 / 84 218                          | $7,090,141        |
| 8 septembre 2012  | Chicago             | États-Unis         | Wrigley Field                        | 84 218 / 84 218                          | $7,090,141        |
| 14 septembre 2012 | Washington          | États-Unis         | Nationals Park                       | 36 525 / 36 525                          | $3,305,920        |
| 19 septembre 2012 | East Rutherford     | États-Unis         | MetLife Stadium                      | 152 290 / 159 000                        | $14,409,760       |
| 21 septembre 2012 | East Rutherford     | États-Unis         | MetLife Stadium                      | 152 290 / 159 000                        | $14,409,760       |
| 22 septembre 2012 | East Rutherford     | États-Unis         | MetLife Stadium                      | 152 290 / 159 000                        | $14,409,760       |
| 19 octobre 2012   | Ottawa              | Canada             | Centre Canadian Tire                 | 16 271 / 16 271                          | $1,678,662        |
| 21 octobre 2012   | Hamilton            | Canada             | FirstOntario Centre                  | 16 115 / 18 238                          | $1,764,732        |
| 23 octobre 2012   | Charlottesville     | États-Unis         | John Paul Jones Arena                | 9 931 / 13 000                           | $921,996          |
| 25 octobre 2012   | Hartford            | États-Unis         | XL Center                            | 14 042 / 15 800                          | $1,329,751        |
| 27 octobre 2012   | Pittsburgh          | États-Unis         | PPG Paints Arena                     | 17 956 / 17 956                          | $1,692,278        |
| 31 octobre 2012   | Rochester           | États-Unis         | Blue Cross Arena                     | 10 405 / 12 323                          | $1,008,272        |
| 1er novembre 2012 | University Park     | États-Unis         | Bryce Jordan Center                  | 12 078 / 15 458                          | $1,220,555        |
| 3 novembre 2012   | Louisville          | États-Unis         | KFC Yum! Center                      | 16 699 / 20 491                          | $1,394,816        |
| 11 novembre 2012  | Saint Paul          | États-Unis         | Xcel Energy Center                   | 28 228 / 28 228                          | $2,708,266        |
| 12 novembre 2012  | Saint Paul          | États-Unis         | Xcel Energy Center                   | 28 228 / 28 228                          | $2,708,266        |
| 15 novembre 2012  | Omaha               | États-Unis         | CHI Health Center Omaha              | 10 269 / 10269                           | $947,630          |
| 17 novembre 2012  | Kansas City         | États-Unis         | Sprint Center                        | 13 875 / 13 875                          | $1,094,111        |
| 19 novembre 2012  | Denver              | États-Unis         | Ball Arena                           | 14 027 / 17 260                          | $1,284,576        |
| 26 novembre 2012  | Vancouver           | Canada             | Rogers Arena                         | 17 009 / 17 009                          | $1,824,330        |
| 28 novembre 2012  | Portland            | États-Unis         | Moda Center                          | 13 790 / 14 798                          | $1,260,800        |
| 30 novembre 2012  | Oakland             | États-Unis         | Oakland Arena                        | 16 268 / 17 400                          | $1,499,818        |
| 4 décembre 2012   | Anaheim             | États-Unis         | Honda Center                         | 13 743 / 13 800                          | $1,279,194        |
| 6 décembre 2012   | Glendale            | États-Unis         | Jobing.com Arena                     | 12 660 / 12 660                          | $1,197,272        |
| 10 décembre 2012  | Mexico              | Mexique            | Palais des sports (Mexico)           | 7 690 / 12 000                           | $366,479          |
| 12 décembre 2012  | New York            | États-Unis         | Madison Square Garden                | -                                        | -                 |
| Océanie           |                     |                    |                                      |                                          |                   |
| 14 mars 2013      | Brisbane            | Australie          | Centre de divertissement de Brisbane | 24 493 / 24 493                          | $4,289,920        |
| 16 mars 2013      | Brisbane            | Australie          | Centre de divertissement de Brisbane | 24 493 / 24 493                          | $4,289,920        |
| 18 mars 2013      | Sydney              | Australie          | Qudos Bank Arena                     | 47 796 / 47 796                          | $7,966,677        |
| 20 mars 2013      | Sydney              | Australie          | Qudos Bank Arena                     | 47 796 / 47 796                          | $7,966,677        |
| 22 mars 2013      | Sydney              | Australie          | Qudos Bank Arena                     | 47 796 / 47 796                          | $7,966,677        |
| 24 mars 2013      | Melbourne           | Australie          | Rod Laver Arena                      | 46 740 / 46 740                          | $7,662,705        |
| 26 mars 2013      | Melbourne           | Australie          | Rod Laver Arena                      | 46 740 / 46 740                          | $7,662,705        |
| 27 mars 2013      | Melbourne           | Australie          | Rod Laver Arena                      | 46 740 / 46 740                          | $7,662,705        |
| 30 mars 2013      | Macedon             | Australie          | Hanging Rock (Victoria)              | 34 142 / 34 142                          | $5,395,624        |
| 31 mars 2013      | Macedon             | Australie          | Hanging Rock (Victoria)              | 34 142 / 34 142                          | $5,395,624        |
| Europe,           |                     |                    |                                      |                                          |                   |
| 29 avril 2013     | Bærum               | Norvège            | Telenor Arena                        | 43 918 / 43 918                          | $5,836,045        |
| 30 avril 2013     | Bærum               | Norvège            | Telenor Arena                        | 43 918 / 43 918                          | $5,836,045        |
| 3 mai 2013        | Stockholm           | Suède              | Friends Arena                        | 169 325 / 169 325                        | $17,932,099       |
| 4 mai 2013        | Stockholm           | Suède              | Friends Arena                        | 169 325 / 169 325                        | $17,932,099       |
| 7 mai 2013        | Turku               | Finlande           | HK-areena                            | 18 558 / 18 558                          | $2,382,847        |
| 8 mai 2013        | Turku               | Finlande           | HK-areena                            | 18 558 / 18 558                          | $2,382,847        |
| 11 mai 2013       | Stockholm           | Suède              | Friends Arena                        | [ i ]                                    | [ i ]             |
| 14 mai 2013       | Copenhague          | Danemark           | Parken Stadium                       | 49 017 / 49 017                          | $5,102,138        |
| 16 mai 2013       | Herning             | Danemark           | Jyske Bank Boxen                     | 14 938 / 14 938                          | $1,828,163        |
| 23 mai 2013       | Naples              | Italie             | Piazza del Plebiscito                | 11 647 / 15 000                          | $951,459          |
| 26 mai 2013       | Munich              | Allemagne          | Stade olympique                      | 41 579 / 41 579                          | 3 958 563 $       |
| 28 mai 2013       | Hanovre             | Allemagne          | HDI-Arena                            | 36 208 / 37 000                          | $3,876,987        |
| 31 mai 2013       | Padoue              | Italie             | Stade Eugenio                        | 36 208 / 40 000                          | $3,102,414        |
| 3 juin 2013       | Milan               | Italie             | Stade San Siro                       | 56 670 / 56 670                          | $4,209,027        |
| 25 juin 2013      | Londres             | Angleterre         | Stade de Wembley                     | 70 425 / 70 425                          | 6 479 237 $       |
| 18 juin 2013      | Glasgow             | Écosse             | Hampden Park                         | 44 000 / 46 988                          | $4,182,184        |
| 20 juin 2013      | Coventry            | Angleterre         | Ricoh Arena                          | 37 262 / 37 262                          | $3,480,677        |
| 22 juin 2013      | Nimègue             | Pays-Bas           | Goffertpark                          | 64 900 / 64 900                          | $6,309,898        |
| 26 juin 2013      | Gijón               | Espagne            | Stade El Molinón                     | 30 571 / 30 571                          | $2,624,674        |
| 29 juin 2013      | Paris               | France             | Stade de France                      | 61 867 / 61 867                          | $5,785,660        |
| 30 juin 2013      | Londres             | Angleterre         | Olympic Park Stadium                 | -                                        | -                 |
| 3 juillet 2013    | Genève              | Suisse             | Stade de Genève                      | 22 391 / 40 000                          | $3,115,860        |
| 5 juillet 2013    | Mönchengladbach     | Allemagne          | Borussia-Park                        | 34 050 / 37 800                          | $3,809,644        |
| 7 juillet 2013    | Leipzig             | Allemagne          | Red Bull Arena                       | 46 346 / 64 346                          | $4,297,021        |
| 11 juillet 2013   | Rome                | Italie             | Hippodrome de Capannelle             | 27 024 / 30 000                          | $2,261,922        |
| 13 juillet 2013   | Werchter            | Belgique           | Werchter Grounds                     | 60 000 / 60 000                          | -                 |
| 16 juillet 2013   | Limerick            | Irlande            | Thomond Park                         | 28 091 / 28 091                          | $3,226,410        |
| 18 juillet 2013   | Cork                | Irlande            | Páirc Uí Chaoimh                     | 37 328 / 37 328                          | $4,263,690        |
| 20 juillet 2013   | Belfast             | Irlande du Nord    | King's Hall (Belfast)                | 28 211 / 28 211                          | $3,131,421        |
| 23 juillet 2013   | Cardiff             | Pays de Galles     | Millennium Stadium                   | 27 722 / 29 000                          | $2,507,945        |
| 24 juillet 2013   | Leeds               | Angleterre         | First Direct Arena                   | 11 367 / 11 367                          | $1,134,415        |
| 27 juillet 2013   | Kilkenny            | Irlande            | Nowlan Park                          | 54 292 / 54 292                          | $6,223,768        |
| 28 juillet 2013   | Kilkenny            | Irlande            | Nowlan Park                          | 54 292 / 54 292                          | $6,223,768        |
| Amérique du Sud   |                     |                    |                                      |                                          |                   |
| 12 septembre 2013 | Santiago            | Chili              | Movistar arena                       | 5 256 / 10 100                           | $481,791          |
| 14 septembre 2013 | Buenos Aires        | Argentine          | Stade G.E.B.A.                       | 7 095 / 12 000                           | $729,946          |
| 18 septembre 2013 | São Paulo           | Brésil             | Espaço das Américas                  | 5 359 / 7 500                            | $670,466          |
| 21 septembre 2013 | Rio de Janeiro      |                    | Parc des Athlètes                    | -                                        | -                 |
| TOTAL             | TOTAL               | TOTAL              | TOTAL                                | 3 378 629 / 3 456 384(97,8%)             | 340 599 114 $     |

## Premières parties des concerts
- Tom Cochrane - 26 août 2012, Moncton
- The Threws - 26 août 2012, Moncton
- The Black Crowes - 22 juin 2013, Nijmegen
- Jamie N Commons - 22 juin 2013, Nijmegen
- The Cyborgs - 11 juillet 2013, Rome
- Josh Ritter & The Royal City Band - 27 juillet 2013, Kilkenny
- Glen Hansard - 27 juillet 2013, Kilkenny
- Damien Dempsey - 27 juillet 2013, Kilkenny
- Imelda May - 28 juillet 2013, Kilkenny
- LAPD (Liam O'Flynn, Andy Irvine, Paddy Glackin et Dónal Lunny) - 28 juillet 2013, Kilkenny
- Delorentos - 28 juillet 2013, Kilkenny

## Effectifs

### Le E Street Band
- Bruce Springsteen
- Roy Bittan
- Nils Lofgren
- Patti Scialfa
- Garry Tallent
- Steven Van Zandt
- Max Weinberg

et
- Soozie Tyrell
- Charles Giordano

avec
- Tom Morello

Les E Street Horns, :
- Jake Clemons
- Eddie Manion
- Curt Ramm
- Barry Danielian
- Clark Gayton

Le E Street Choir :
- Curtis King
- Cindy Mizelle
- Michelle Moore
- Everett Bradley[35]

### Musiciens invités/apparitions
- Jarod Clemons (23/03/12, 06/12/12)
- Peter Wolf (06/03/12)
- Adele Springsteen (29/03/12, 22/09/12, 30/9/13)
- Tom Morello (26/04/12, 27/04/12, 14/07/12, 07/09/12, 08/09/12, 04/12/12, tournée australienne de 2013)
- Dr. John (29/04/12)
- Kevin Buell (02/05/12)
- Garland Jeffreys (29/05/12, 06/12/12)
- Mumford and Sons (29/05/12)
- Elliott Murphy (11/06/12, 03/05/13, 29/06/13)
- Southside Johnny (17/06/12)
- Jessica Springsteen (05/07/12)
- The Roots (07/07/12)
- John Fogerty (14/07/12)
- Paul McCartney (14/07/12)
- Ken Casey (15/08/12)
- Tom Cochrane & Red Riders (26/08/12)
- Olivia Tallent (02/09/12)
- Eddie Vedder (07/09/12)
- Ali Weinberg (14/09/12, 28/07/13)
- Vini "Mad Dog" Lopez (19/09/12)
- Gary U.S. Bonds (21/09/12, 22/09/12)
- Virginia Springsteen Shave (22/09/12)
- Vivienne Scialfa (22/09/12)
- Mike Scialfa (22/09/12)
- Maureen Van Zandt (22/09/12)
- Joe Grushecky and son Johnny (27/10/12)
- Mike Ness (04/12/12)
- Sam Moore (06/12/12)
- Jon Bon Jovi (12/12/12)
- Jimmy Barnes (30/03/13, 31/03/13)
- Jon Landau (14/05/13)
- Gaspard Murphy (29/06/13)
- Pamela Springsteen (30/06/13)
- Jay Weinberg (05/07/13)
- Ben Harper (13/07/13)
- Eric Burdon (23/07/13)
- Glen Hansard (27/07/13)